# Milleryt
Milleryt – minerał z gromady siarczków, ruda niklu. Należy do grupy minerałów bardzo rzadkich. Odkryty został w 1845 r. 
Milleryt nazwano na cześć angielskiego mineraloga i krystalografa Williama Hallowesa Millera (1801-1880).

## Charakterystyka

### Właściwości
Zazwyczaj tworzy kryształy o pokroju słupkowym, igiełkowym, włoskowym. Najdłuższe, igiełkowo wykształcone kryształy osiągają 15 cm. Kryształy wykazują poprzeczne prążkowanie. Występuje w skupieniach ziarnistych, groniastych, kulistych, promienistych. Doskonale wykształcone kryształy bywają spotykane w druzach i szczelinach skalnych. Jest kruchy, nieprzezroczysty, stanowi składnik niektórych żył kruszcowych. Współwystępuje z dolomitem, syderytem, galeną, pirytem, chalkopirytem.

### Występowanie
Minerał wtórny powstały z przeobrażenia innych siarczków np. pentlandytu. Pojawia się w formie lamelkowatych zrostów z innymi kruszcami Ni i Co. Także produkt ekshalacji wulkanicznych – stwierdzony wśród produktów ekshalacji Wezuwiusza. Najczęściej spotykany wśród piaskowców, łupków ilastych, wapieni i dolomitów.
Milleryt występuje w: 
- Austrii – (Karyntia, Salzburg, Styria, Tyrol),
- Niemczech – (Badenia-Wirtembergia, Bawaria, Hesja, Dolna Saksonia, Nadrenia Północna-Westfalia, Nadrenia-Palatynat, Saksonia, Saksonia-Anhalt, Turyngia),
- Wielkiej Brytanii – (Anglia, Walia, Szkocja),
- Stanach Zjednoczonych – (Alaska, Arizona, Arkansas, Kalifornia, Kolorado, Illinois, Indiana, Iowa, Kentucky, Maryland, Michigan, Missouri, Montana, Nevada, New Jersey, Nowy Jork, Nowy Meksyk, Pensylwania, Vermont, Dakota Południowa, Wirginia, Waszyngton, Wisconsin),
- Argentynie, Australii,
- Brazylii, Kanadzie, Chinach, Demokratycznej Republice Konga, Czechach, Finlandii,
- Ghanie, Indiach, Irlandii, Japonii, Meksyku, Maroku, Norwegii, Omanie, Rosji, RPA, Hiszpanii, Szwajcarii, Turcji,
- na Ukrainie, Słowacji, Nowej Kaledonii, Węgrzech we Włoszech i we Francji.

- W Polsce: spotykany w piaskowcach i łupkach ogniotrwałych w Nowej Rudzie, w ziarnistych dolomitach Woliborza k. Kłodzka, w ilmenicie w Męcince k. Jawora (Dolny Śląsk) oraz w złożach miedzi np. w kopalni Rudna.

### Zastosowanie
- nie ma praktycznego znaczenia (ze względu na rzadkość występowania),
- stanowi wyjątkowo atrakcyjny i poszukiwany kamień kolekcjonerski.